# John O’Hara (Bischof)

Bischofswappen von John O’Hara

John O’Hara (* 7. Februar 1946 in Jersey City, New Jersey, USA) ist ein US-amerikanischer Geistlicher und emeritierter Weihbischof in New York.

## Leben
O’Hara erwarb zunächst den Bachelor in Englisch und arbeitete vier Jahre als Radioreporter. Er trat in das St. Joseph’s Seminar in Yonkers ein und empfing am 1. Dezember 1984 das Sakrament der Priesterweihe für das Erzbistum New York.
John O’Hara war in verschiedenen Gemeinden in der Pfarrseelsorge tätig und wurde 2013 zum Direktor für die strategische Planung der Pfarrstrukturen ernannt.
Am 14. Juni 2014 ernannte ihn Papst Franziskus zum Titularbischof von Ath Truim und zum Weihbischof in New York. Die Bischofsweihe spendete ihm und den gleichzeitig ernannten Weihbischöfen Peter Byrne und John Jenik der Erzbischof von New York, Timothy Kardinal Dolan, am 4. August desselben Jahres. Mitkonsekratoren waren die New Yorker Weihbischöfe Dominick John Lagonegro und Gerald Thomas Walsh.
Papst Franziskus nahm am 7. April 2021 das von John O’Hara aus Altersgründen vorgebrachte Rücktrittsgesuch an.